# Matt Swick
Matt Swick (* 1. September 1978 in St. Catharines, Ontario) ist ein ehemaliger kanadischer Ruderer, der 2002 Weltmeister mit dem Achter war.

## Sportliche Karriere
Matt Swick nahm 1995 mit dem Vierer ohne Steuermann an den Junioren-Weltmeisterschaften teil und belegte den 13. Platz. 1998 belegte er mit dem Achter den siebten Platz beim Nations Cup, einem Vorläuferwettbewerb der U23-Weltmeisterschaften.
2000 belegte der kanadische Achter mit Matt Swick beim Ruder-Weltcup in Wien den vierten und in Luzern den fünften Platz. Bei den Olympischen Spielen in Sydney startete der kanadische Achter mit Michael Belenkie, Bryan Donnelly, Matt Swick, Thomas Herschmiller, Lawrence Varga, Morgan Crooks, David Calder, Adam Parfitt und Steuermann Chris Taylor und belegte als Sieger des B-Finales den siebten Platz. 
2001 gewann Swick zusammen mit Andrew Hoskins, Lawrence Varga und Kevin Light im Vierer ohne Steuermann die Weltcupregatta in New Jersey vor dem Boot aus den Vereinigten Staaten, es waren allerdings nur diese beiden Boote am Start. Bei den Weltmeisterschaften in Luzern belegte der kanadische Achter den sechsten Platz in der Besetzung Matt Swick, Jeff Powell, Henry Hering, Thomas Herschmiller, Lawrence Varga, Andrew Hoskins, Joseph Stankevicius, Kevin Light und Steuermann Brian Price.
2002 belegte der kanadische Achter den dritten Platz bei der Weltcup-Regatta in Luzern hinter den Booten aus den Vereinigten Staaten und aus Deutschland. Bei den Weltmeisterschaften in Sevilla siegte der kanadische Achter vor dem Deutschland-Achter und dem Boot aus den Vereinigten Staaten. Gegenüber der Besetzung des Vorjahres waren Ben Rutledge, Kyle Hamilton und Adam Kreek statt Hering, Herschmiller und Varga dabei. Der 1,85 m große Matt Swick beendete seine Leistungssportkarriere nach dem Gewinn des Weltmeistertitels.